# Wymyśle
Wymyśle – zniesiona część miasta Latowicz w Polsce, położona w województwie mazowieckim, w powiecie mińskim, w gminie Latowicz. Stanowi zachodnią część miasta. Dawniej samodzielna wieś.
Dawniej wieś w gminie Łukowiec. 26 lutego 1923 włączona do gminy Latowicz.
Została zniesiona z dniem 1 stycznia 2025 r.
W latach 1975–1998 administracyjnie należało do województwa siedleckiego.